# سوتوارا
سوتوارا (به لاتین: Sutvara) یک منطقهٔ مسکونی در مونته‌نگرو است که در کوتور واقع شده‌است. سوتوارا ۳۲۷ نفر جمعیت دارد.